# کویوکوک (آلاسکا)
کویوکوک (به انگلیسی: Koyukuk) شهری در ناحیه سرشماری یوکان-کویوکوک، آلاسکا ایالت آلاسکا است که جمعیت آن در سرشماری سال ۲۰۰۰ میلادی ۱۰۱ نفر بوده‌است.